# Tranvía de Chongjin
El Tranvía de Chongjin es un sistema de tranvía público en Ch'ŏngjin, Corea del Norte. La línea se inauguró en 1999. Actualmente hay una línea en funcionamiento.

## Historia
El funcionamiento regular de la línea de tranvía de ancho estándar comenzó el 2 de julio de 1999. Tenía una longitud inicial de seis kilómetros y se amplió en siete kilómetros posteriormente. Presuntamente, según Choson Sinbo, había planes para extender la línea hasta la estación de Chongjin con una fecha de apertura planificada para octubre de 2002, aunque esto no se corrobora en ningún otro lugar.

## Líneas
- Sabong-dong - South Chongjin - Bongchon-dong

## Material rodante
El tranvía de Chongjin utiliza varios tranvías de un solo coche producidos localmente y un solo tranvía articulado. Todos los vehículos son producidos por Chongjin Bus Factory. Estos tranvías individuales tienen un parecido extremo con el Tatra T6B5, pero tienen una ventana más por lado y no tienen equipo de resistencia en el techo. El tranvía articulado parece un Tatra KT8D5 sin la sección central.